# Sinocyclocheilus multipunctatus
Sinocyclocheilus multipunctatus is een straalvinnige vissensoort uit de familie van de eigenlijke karpers (Cyprinidae). De wetenschappelijke naam van de soort werd voor het eerst geldig gepubliceerd in 1931 door Jacques Pellegrin.